# Johann Wilhelm von Tscharner

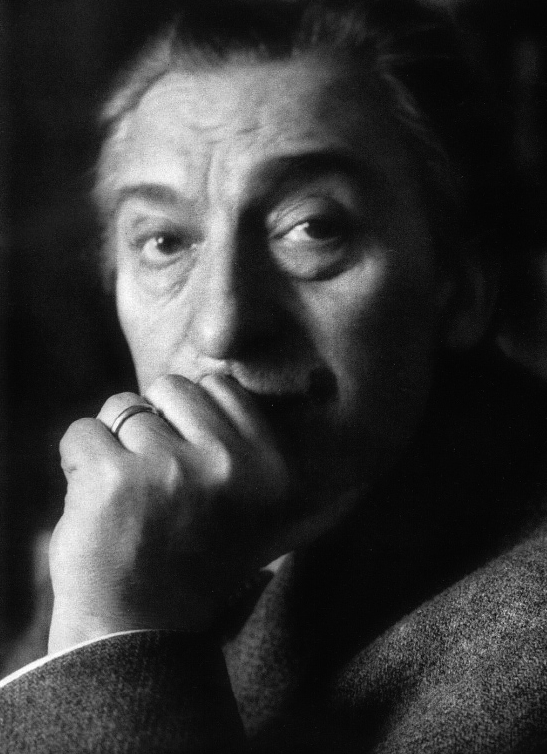
Johann Wilhelm von Tscharner

Johann Wilhelm von Tscharner (geboren 12. Mai 1886 in Lemberg, Österreich-Ungarn; gestorben 20. Juni 1946 in Zürich) war ein Schweizer Maler.

## Leben
Johann Wilhelm von Tscharner entstammte der Patrizierfamilie Tscharner. Sein Grossvater wanderte im 19. Jahrhundert aus dem Kanton Graubünden nach Russland aus und kam dort zu Wohlstand. Die Verbindung der Familie zur Schweiz brach jedoch nie ab. Tscharners Vater pendelte zwischen Zamość in Russland und der Schweiz. Die meiste Zeit hielt er sich mit seiner Frau in Rorschach auf. Zur Geburt ihres Sohnes reiste seine Mutter zu ihren Eltern nach Lemberg in Österreich-Ungarn.
In Rorschach und St. Gallen besuchte von Tscharner die Primarschule. 1897 kam er an ein Gymnasium nach Russland. Auch nachdem er die russische Sprache perfekt erlernt hatte, fühlte er sich dort nie heimisch. In der Zeit am Gymnasium erhielt Tscharner zum ersten Mal Unterricht im Zeichnen und Malen.

### Krakau, München und Paris
Nach Abschluss des Gymnasiums schrieb sich von Tscharner 1904 an der Universität Krakau zum Philosophiestudium ein. Er besuchte gleichzeitig die dortige Kunsthochschule. 1905–1906 waren seine Lehrer Florian Cynk und Teodor Axentowicz. Ein Jahr später gab er trotz grossem Interesse das Philosophiestudium auf und zog nach München. Dort trat er in die Schule des ungarischen Malers Simon Hollósy ein. Mit der Hollósy-Schule fuhr er jeweils im Sommer zum Üben der Landschaftsmalerei nach Ungarn. Im ungarischen Dorf Nagybánya lernte er die Malerin Ilona Spiegelhalter (1889–1972) kennen, die den heissen Sommer mit ihrer Familie in einem kleinen Ferienhaus verbrachte und ebenfalls die Hollòsy-Schule besuchte (Sie signierte ihre Bilder mit Jlonay). Im darauf folgenden Herbst 1908 heirateten sie. Zwischen 1910 und 1930 bekamen sie drei Töchter und einen Sohn. Das Paar unternahm bis zum Ausbruch des Ersten Weltkriegs zahlreiche Reisen. Die Sommer verbrachten sie bei den Schwiegereltern in Nagybánya und Felsőbánya oder bei von Tscharners Mutter in Russland. Im Winter waren sie meist in Paris. Dort besuchte Tscharner die Akademie von Henri Matisse.

### Rückkehr in die Schweiz und Krise
Der Erste Weltkrieg veränderte schlagartig auch das Leben der Familie von Tscharner. Die landwirtschaftlichen Besitzungen und das Familienvermögen gingen verloren. Bei Kriegsausbruch kehrte von Tscharner von Russland, wo er sich gerade befand, zurück in die Schweiz. Dort liess er sich für kurze Zeit in Genf und im Tessin nieder. 1916 zog er nach Zürich, wo die Familie in Armut lebte.

### Neubeginn, Dada Ausstellung und erste Erfolge
Der Galerist Han Coray half der Familie anfangs über die Runden, indem er statt des Mietzinses Bilder annahm. In der Galerie Corray konnte Tscharner 1917 zuerst auch seine Bilder ausstellen. Unter anderem nahm er an der ersten Dada-Ausstellung teil, die in der Galerie Corray 1917 stattfand. Er stellte dort auch aus, als die Galerie Corray von Tristan Tzara und Hugo Ball übernommen und in Galerie Dada umbenannt wurde. Von da an waren Tscharners Werke regelmässig an Ausstellungen im In- und Ausland vertreten und wurden in der Kunstszene anerkannt. Zum Durchbruch trugen auch die Würdigungen der Kunsthistoriker Max Raphael (1921) und Erwin Poeschel (1924) bei.

### Freundeskreis
In den 1920er Jahren pflegte von Tscharner intensiven Kontakt zu den Zürcher Künstlern. Aus dem Kreis der Dadaisten waren dies vor allem Otto van Rees und Hans Arp. Zu den Freunden von Tscharners gehörten auch Walter Helbig und Ernst Morgenthaler, die ihn porträtierten sowie Hermann Haller und Karl Geiser, die beide je eine Büste von ihm schufen. Auch mit dem Bildhauer Hermann Hubacher und dem Schriftsteller Hermann Hesse pflegte von Tscharner engen Kontakt.
In den 1930er Jahren befand von Tscharner sich wieder vermehrt auf Reisen, besonders nach Paris, wohin er zum Teil im Auftrag des Kunstsammlers Marcel Fleischmann fuhr. In dieser Zeit erschienen erste Monographien über von Tscharner.

### Zweiter Weltkrieg und Tod
Der Zweite Weltkrieg beendete erneut die Reisetätigkeit und von Tscharner litt zunehmend an Depressionen. Seine Bilder wurden düsterer. 1942 erhielt er den Schweizer Preis für Malerei für sein Bild Gewitterstimmung. Am 20. Juni 1946 starb Johann von Tscharner in Zürich. Er wurde beigesetzt im Familiengrab in Rothenbrunnen, seinem Bürgerort. Sein Freund Ernst Morgenthaler und Heinrich Müller, ein Vertreter der Sektion Zürich der «Gesellschaft Schweizerischer Maler, Bildhauer und Architekten», der auch Tscharner seit 1917 angehörte, verfassten in der Zeitschrift Schweizer Kunst Nachrufe auf Tscharner.
2013 und 2014 erhielt SIK-ISEA Teilnachlässe des Künstlerehepaares. Die umfangreichen Nachlässe ermöglichen einen tiefen Einblick in das Schaffen und Leben Tscharners.

## Werk

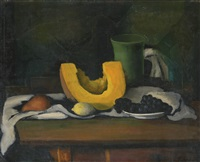
Stillleben mit Kürbis

Von Tscharner malte vorwiegend Stillleben, Familienbilder und Landschaften. Sein Frühwerk ist geprägt von den Eindrücken seiner zahlreichen Reisen. In den Werken dieser Zeit setzte er sich mit Cézanne und den französischen Kubisten auseinander.
Ab etwa 1917 begann sich Tscharner auf die traditionelle Kunst zurückzubesinnen. Inspiration fand er bei den Werken von Jean-Baptiste Siméon Chardin (1699–1779). Die Werke aus dieser Zeit sind geprägt von der Suche nach dem perfekten Gleichgewicht von Form und Farbe. Er malt in gedämpften Farben. Die Personen auf den dunkeltonigen Porträts erscheinen in einem Dämmerlicht, wie durch einen Schleier. In den Stillleben malt von Tscharner Früchte, Bücher, Krüge und Gegenstände des alltäglichen Lebens und vor allem Brot.
Ab 1930 entstand ein neuer Bildtypus in von Tscharners Werken. Statt Gegenstände auf Tischen, tauchten nun ganze Interieurs mit Staffelei auf. Seine Palette hellte sich auf, die Bilder blieben aber eher in gedämpften Farben.
Ab 1935 wendete sich von Tscharner wieder dem Motiv des Tischs und den darauf befindlichen Gegenständen zu. Sein Pinselstrich gewann zunehmend an Eigenleben und war nicht mehr so glatt und trocken wie in den früheren Bildern.

## Öffentlich zugängliche Werke
- Bündner Kunstmuseum, Chur
- Kunsthaus Glarus
- Kunstmuseum Winterthur
- Kunsthaus Zürich
- Versicherungsgesellschaft, Basel
- Museum der Werner-Coninx-Stiftung, Zürich

## Ausstellungen (Auswahl)
Ein vollständiger Nachweis aller Ausstellungen von Johann von Tscharner bis 1986 findet sich in Meier: Johann von Tscharner. 1986.
- Zürich, Galerie Corray: Erste Dada-Ausstellung 1917
- Zürich, Galerie Dada 1917
- Chur, Villa Planta, Bündner Kunstverein, (Einzelausstellung) 1923
- Zürich, Galerie Neupert (Einzelausstellung) 1945
- Zürich, Kunsthaus (Einzelausstellung) 1957
- Chur, Bündner Kunsthaus (Einzelausstellung) 1957
- Zürich, Galerie Obere Zäune (50 Bilder aus der Sammlung M. Fleischmann) 1964.
- Zürich, Kunstsalon Wolfsberg (Gedächtnisausstellung zum 100. Geburtstag) 1986

### Auszeichnungen
- Schweizer Preis für Malerei (1942)